# Cleomene di Naucrati
Cleomene di Naucrati (IV secolo a.C. – 322 a.C.) fu un governatore greco dell'Egitto dal 331 a.C., quando Alessandro Magno lo pose a capo delle finanze egizie.

## Biografia
Discendente da una famiglia greca stanziatasi a Naucrati, colonia ellenica in Egitto fin dai tempi del faraone Psammetico III, fu scelto dal re macedone per le sue qualità di uomo d'affari.
Uno dei suoi primi compiti fu la collaborazione con l'architetto Dinocrate per la fondazione della città di Alessandria d'Egitto, voluta dal Alessandro.
In seguito però, dopo la morte del sovrano, avendo preteso tributi troppo esosi, venne ucciso in una rivolta.